# HafenCity Universität (Hamburgs tunnelbana)
HafenCity Universität station tillhör Hamburgs tunnelbana och trafikeras av linje U4. Stationen öppnade 29 november 2012 och ligger i Hamburgs nybyggda stadsdel HafenCity. Väggarna samt taket har konstnärlig utformning och ändrar ständigt färg beroende på belysningen. Stationen beräknas att användas av 35000 passagerare dagligen. Linje U4 hade sin slutstation här till december 2018, men linjen har nu förlängts till Elbbrücken  där man även ska bygga anslutning till S-bahn via en ny pendeltågsstation.

## Bilder

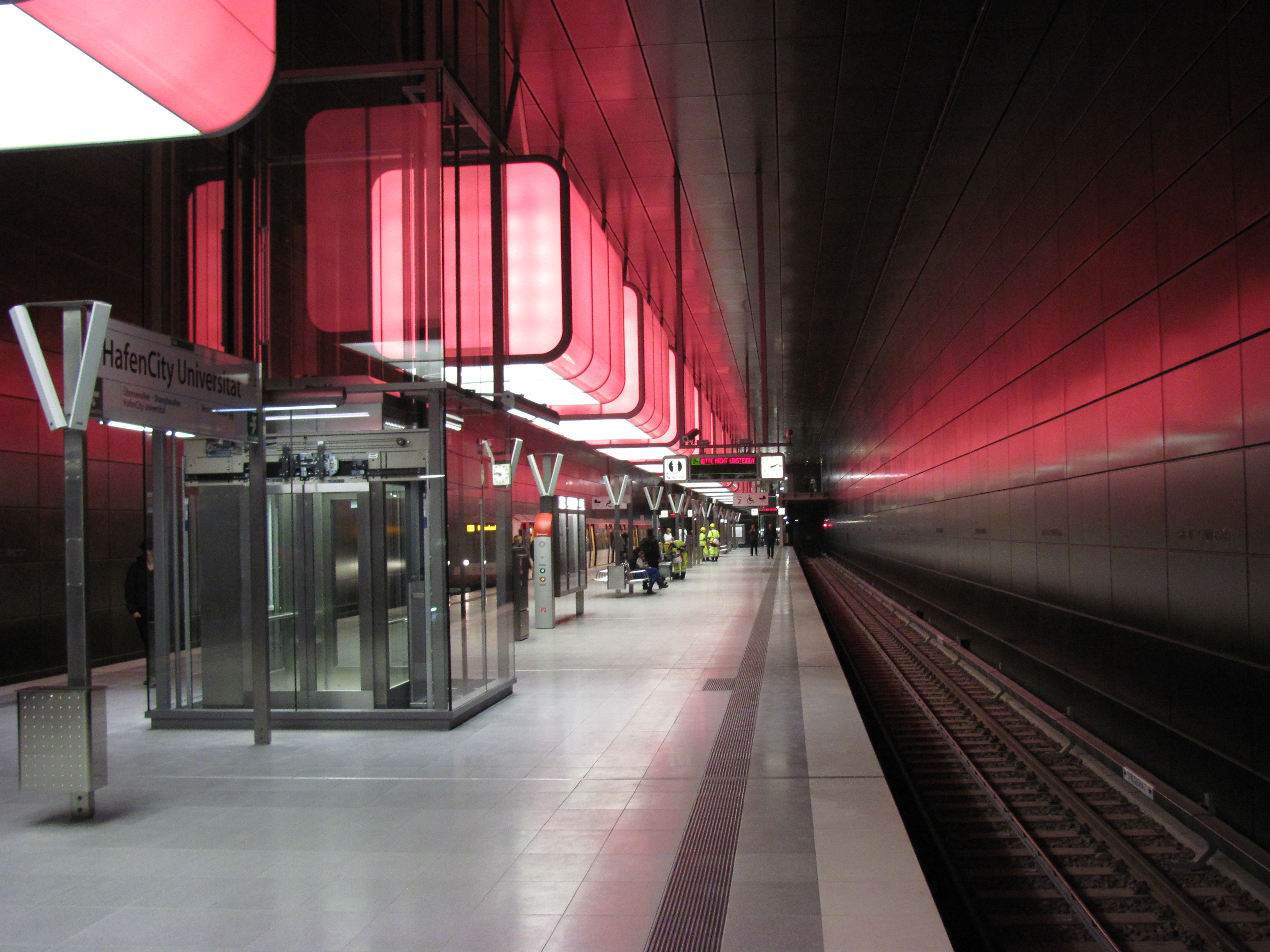
Perrongen med röd belysning
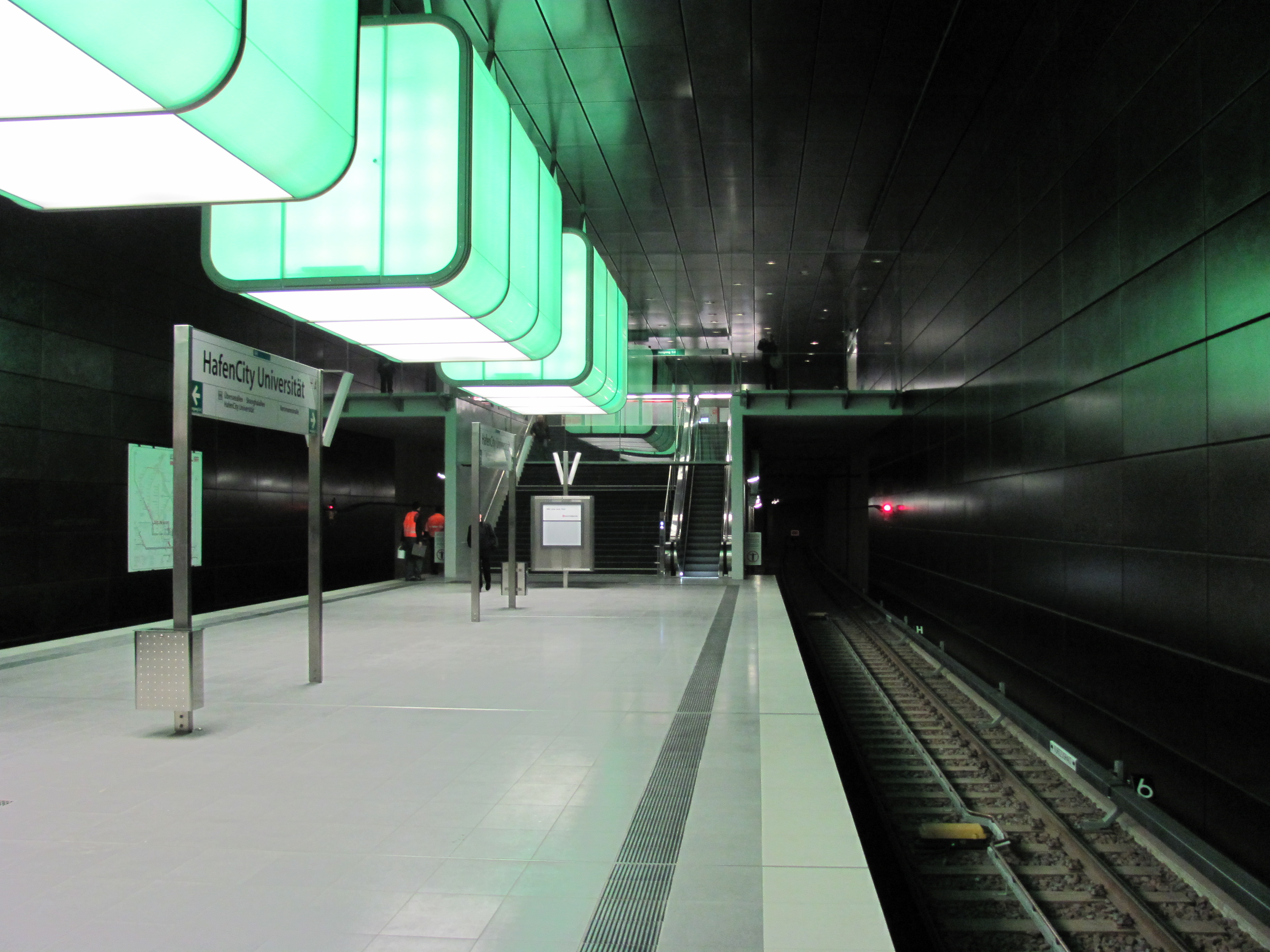
Perrongen med grön belysning
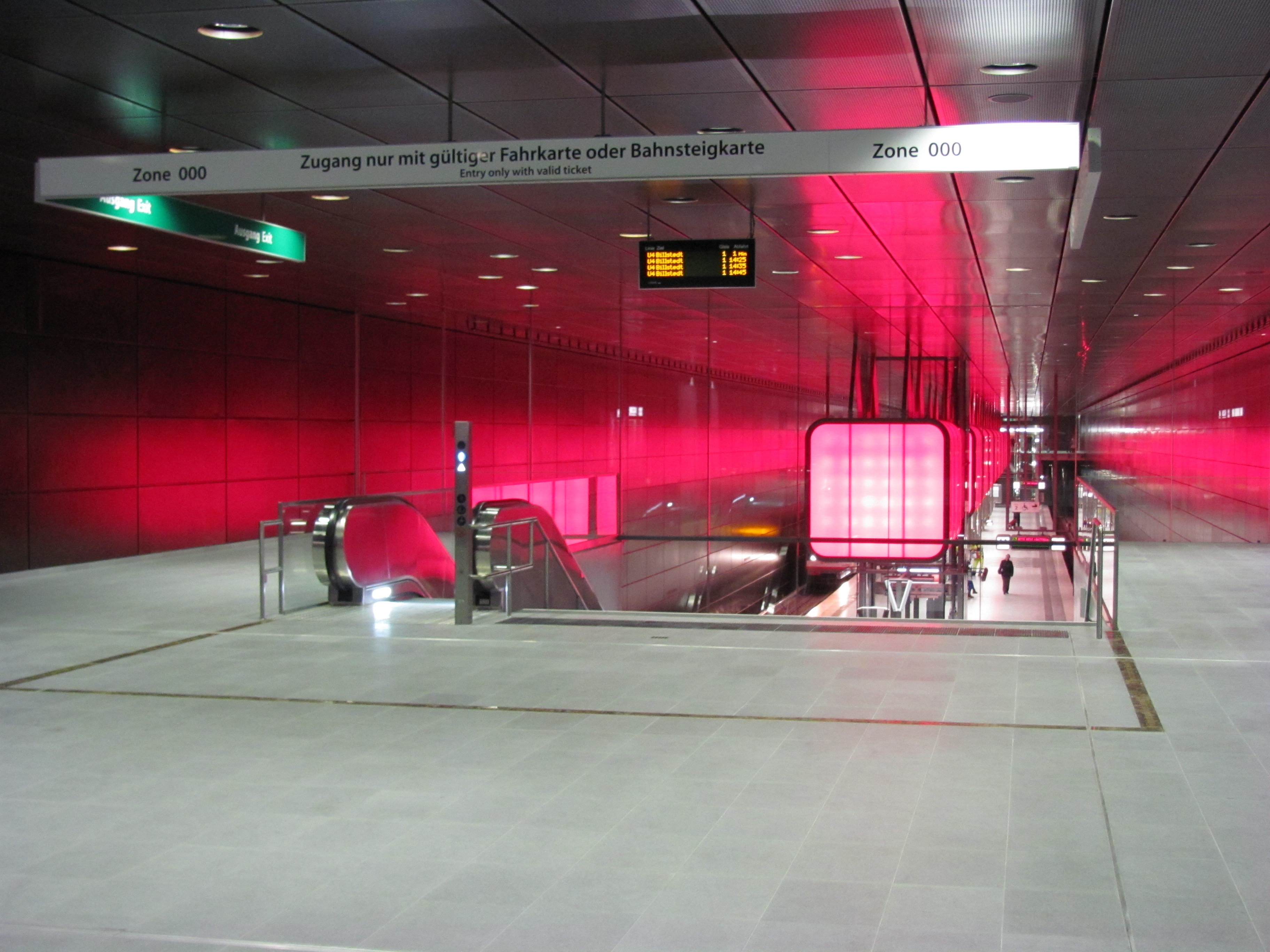
Västra utgången
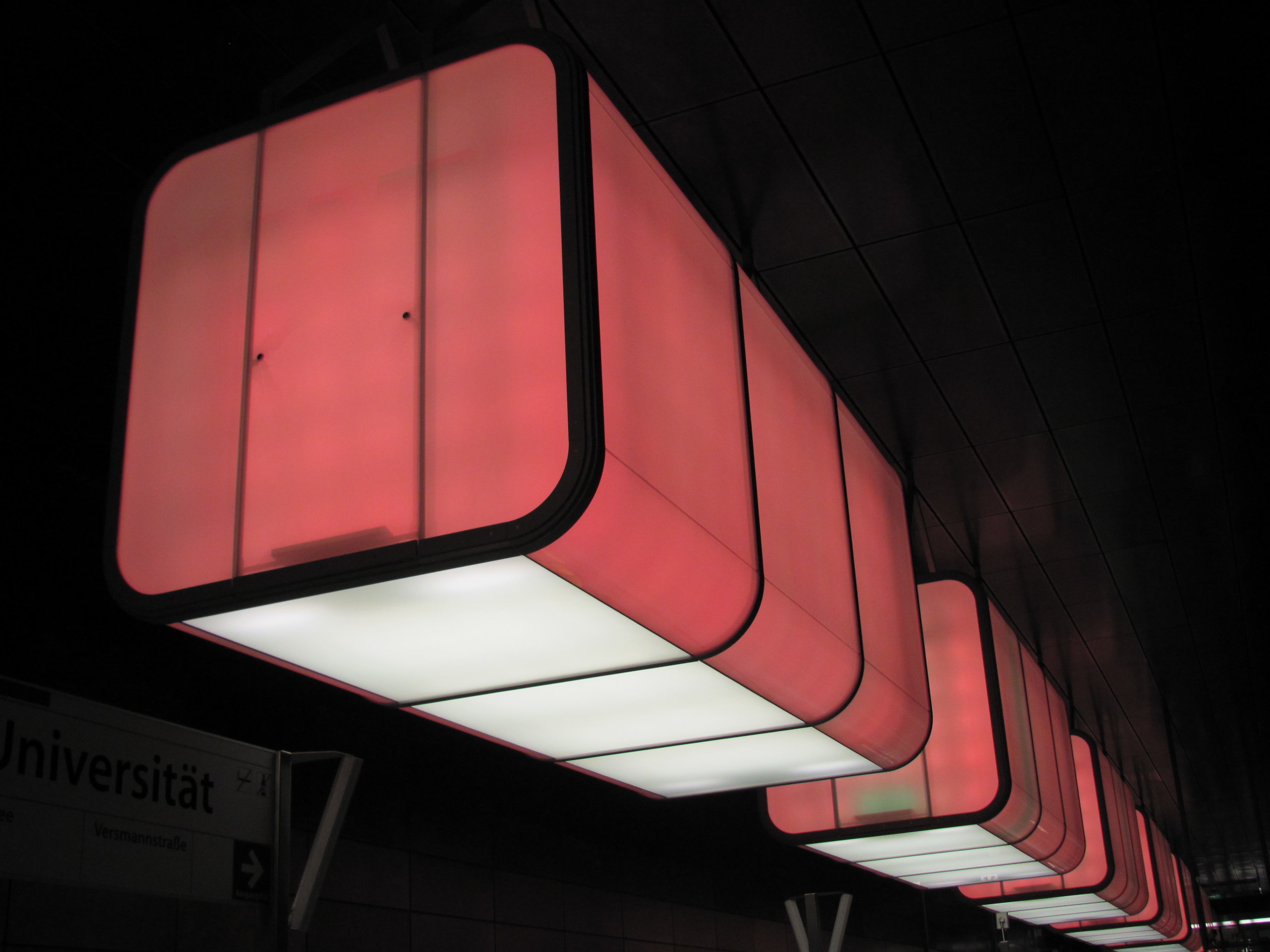
Konstnärliga kuber i taket